# Годлевский, Винцент
Ви́нцент Годле́вский (бел. Вінцэнт Гадлеўскі, пол. Wincenty Godlewski; 16 ноября 1888, Шуричи, Гродненская губерния — 24 декабря 1942, Малый Тростенец, близ Минска, Третий рейх) — белорусский католический священник, публицист, переводчик, общественный деятель и политик правого характера. Автор второго в истории перевода Библии на белорусский язык. 
Основатель Белорусской независимой партии, один из руководителей националистического подполья в годы немецкой оккупации Беларуси.

## Биография
Винцент Годлевский родился 16 ноября 1888 года в деревне Шуричи Волковысского уезда Гродненской губернии, по иным сведениям родился в местечке Порозово в крестьянской семье. Для учёбы сына родителям Годлевского пришлось продать дом и переехать в Варшаву, где Годлевский окончил три класса гимназии, после чего поступил в Виленскую католическую духовную семинарию, которую окончил в 1912 году. 3 сентября 1914 года был официально рукоположен в сан священника. Как самый способный студент Виленской семинарии Годлевский был направлен продолжать обучение в Петербургской католической духовной академии с получением стипендии. В 1916 году получил степень доктора теологии. По окончании обучения начал пастырскую деятельность в Минске викарием при кафедральном соборе.
После февральской революции участвовал в ряде белорусских националистических общественных и религиозных организаций. Присутствовал на съезде белорусских национальных организаций в марте 1917 года. На съезде избран в состав Белорусского национального комитета. Вместе с Адамом Станкевичем стал инициатором создания партии «Белорусская христианская демократия» (БХД).  Инициатор съезда белорусского католического духовенства 24-25 мая 1917 года. В декабре 1917-го участник первого Всебелорусского съезда. С февраля 1918-го в Минском белорусском представительстве, откуда был отправлен в Раду Белорусской Народной Республики.
В 1919 году епископ Зигмунд Лозинский перевёл Годлевского на должность префекта Несвижской учительской семинарии. В семинарии Годлевский преподавал основы религии и белорусский язык. Сотрудничал с газетой «Беларуская крыніца», писал для неё статьи на тему белорусского национализма и культуры. В декабре 1919-го Несвижская семинария была закрыта польскими властями.
С 1921 служил в Жодишках (Виленское воеводство), где развернул широкую национально-культурную деятельность среди прихожан, организовал Белорусский институт экономики и культуры. В 1925 году Годлевский от имени белорусского священства выступил против конкордата Польши с Ватиканом. Преследовался официальными и церковными властями за националистическую деятельность.

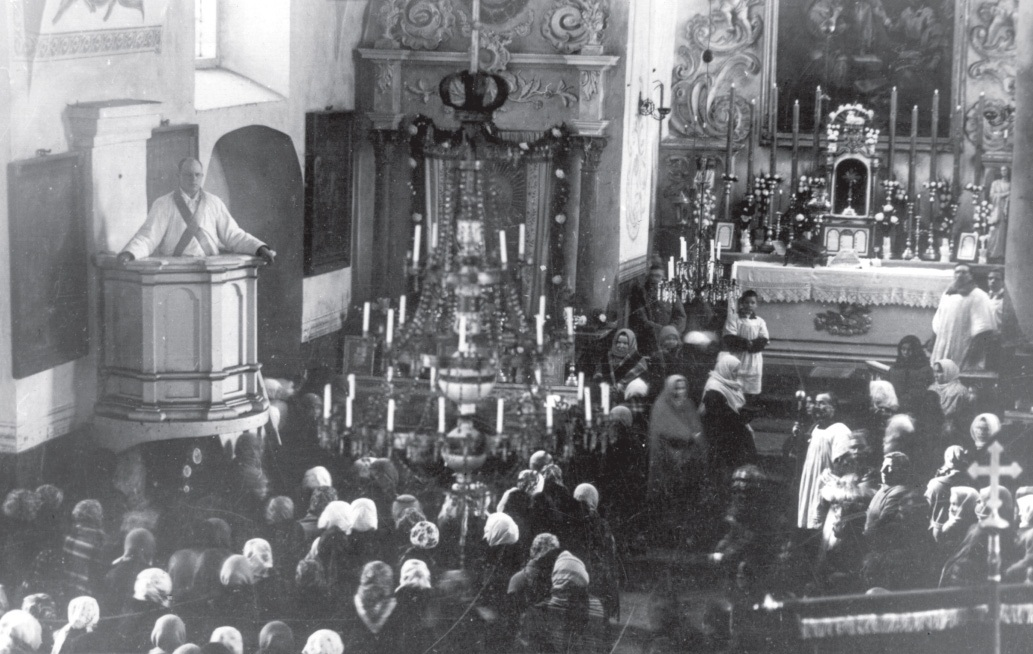
Винцент Годлевский (в амвоне) во время мессы в Троицком костёле; Жодишки, 1920-е годы

25 июня 1925 арестован и помещён в Лукишкскую тюрьму. После протеста белорусских депутатов Сейма был выпущен под залог, но арестован вновь в ночь на 30 сентября. 1 марта 1926 года осуждён Виленским окружным судом на 2 года лишения свободы за призывы к вооружённому восстанию. Тюремное заключение было заменено штрафом
В 1927 арестован по сфабрикованному уголовному делу. Варшавским окружным судом приговорён к 2 годам лишения свободы. 16 месяцев Годлевский провёл в одиночной камере Мокотовской тюрьмы в Варшаве, после чего был амнистирован. Находясь в тюрьме составил первый белорусскоязычный учебник по истории раннего христианства «Гісторыя святая, або Біблейная Новага Закону» для белорусских школ.
В 1928 году поселился в Вильно. Служил капелланом в больнице и префектом в Монастыре сестёр-бернардинок. В том же году основал Белорусское католическое издательство.
Ещё находясь в заключении Годлевский занялся переводом на белорусский язык Нового Завета. Основой для перевода послужил канонический вариант Святого Писания на латыни, также для работы Годлевский использовал характерную для польского языка религиозную терминологию и топонимику и варианты Библии на греческом, немецком, французском и русском языках. Белорусский перевод Нового Завета латиницей под названием «Четыре Евангелия и Деяния апостолов» был издан в Вильно в 1939 году. Помимо перевода Библии, Винцент Годлевский написал и опубликовал работу «Политические и общественные направления в прошлом и настоящем» на тему белорусского национально-освободительного движения. В начале 1940-х Годлевский приступил к переводу Старого Завета, но не успел окончить его. Работу продолжил Пётр Татаринович, закончивший перевод и издавший его в Риме в 1954 и 1974 годах.

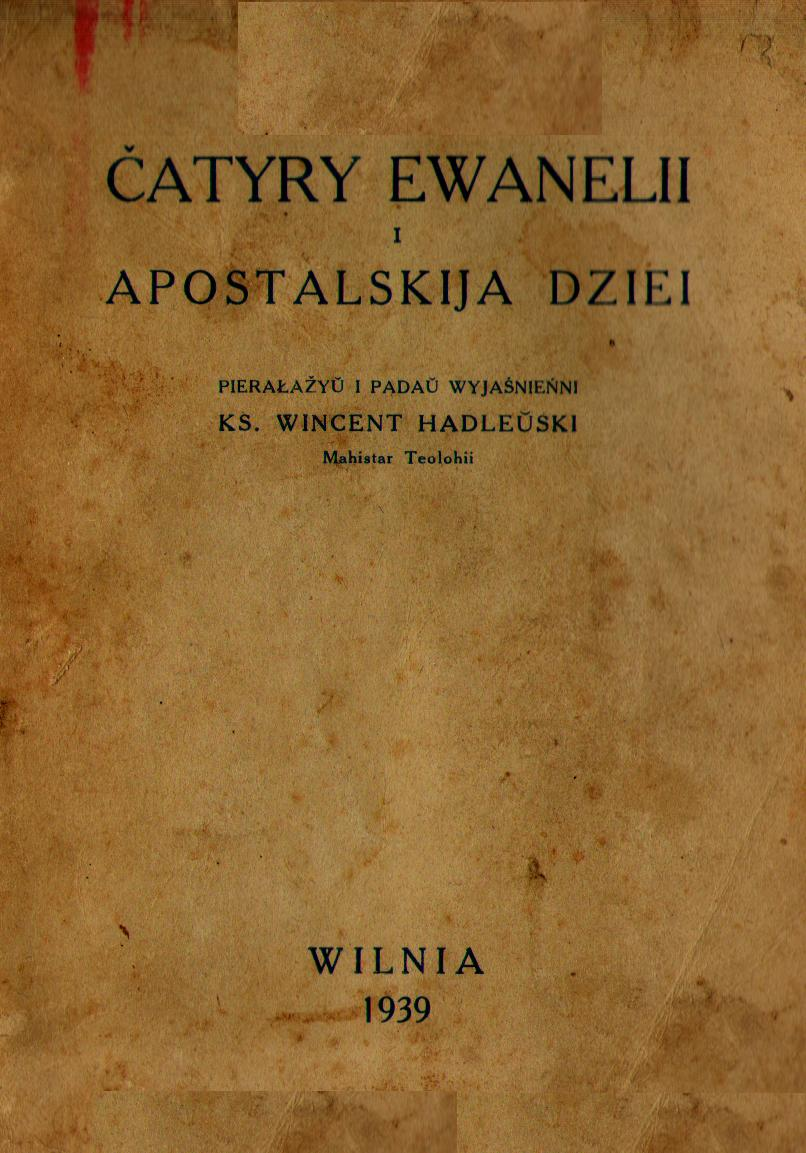
Титульный лист первого издания белорусского перевода Нового Завета

В 1936-м Годлевский вышел из БХД. Был инициатором создания Белорусского национального фронта, также издавал газету «Беларускі Фронт», в которой широко выступал как публицист.
С началом Второй мировой войны переехал в Каунас. В конце 1939 года основал Белорусскую независимую партию. В июне 1940-го переехал в Варшаву. Через год стал членом Белорусского национального центра в Берлине.
С началом немецкой оккупации, в октябре 1941 года, был назначен немецкими оккупационными властями школьным инспектором в Минске при генеральном комиссаре (одновременно был членом «Белорусской народной самопомощи»). Это позволяло Винценту Годлевскому свободно передвигаться по оккупированной Беларуси для создания белорусского национального сопротивления советским войскам. Одновременно с этим проводил службы в Красном костёле.
С начала войны был сторонником немцев, полагая что Германия поспособствует основанию независимого белорусского государства, но после начал критиковать немецкую политику по отношению к белорусскому народу. За сопротивление политике угона населения в Германию 24 декабря 1942 года был арестован гестапо и расстрелян в Малом Тростенце.